# Furia zabri
Furia zabri är en svampart som först beskrevs av Rozsypal ex Ben Ze'ev & R.G. Kenneth, och fick sitt nu gällande namn av Humber 1989. Furia zabri ingår i släktet Furia och familjen Entomophthoraceae.   Inga underarter finns listade i Catalogue of Life.